# Sphrageidus marginalis
Sphrageidus marginalis är en fjärilsart som beskrevs av Walker 1856. Sphrageidus marginalis ingår i släktet Sphrageidus och familjen tofsspinnare. Inga underarter finns listade i Catalogue of Life.